# Bleirute

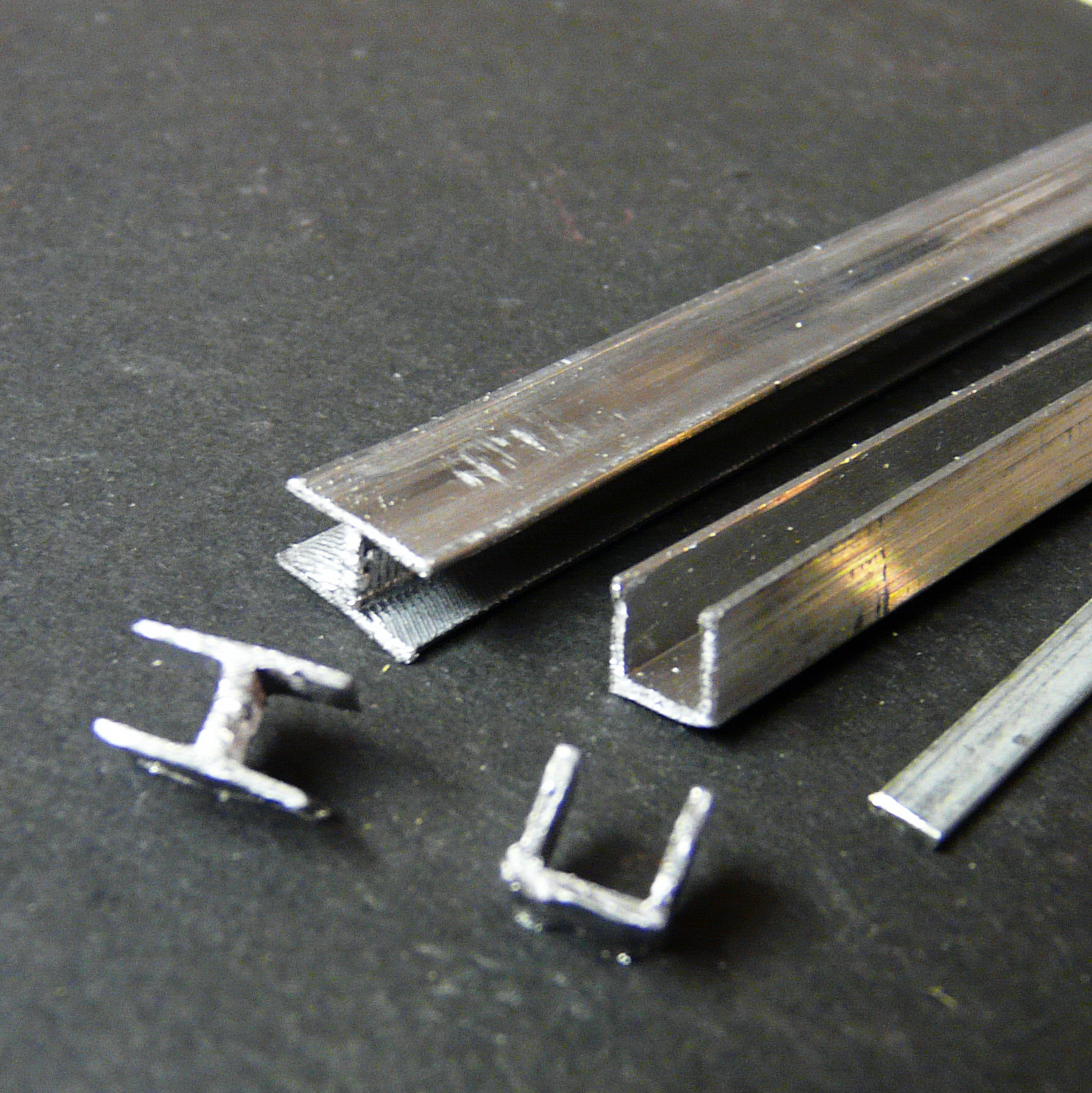
H- und U-Profil

Bleiruten sind meist H-förmige Profile aus Blei. Sie sind integraler Teil von Bleiverglasungen und dienen zur Verbindung der Glasstücke.
Sie bestehen aus den Flanschen, zwischen welchen die Glasstücke stecken und dem Kern, der die Flansche miteinander verbindet.

## Herstellung
Die Bleiverglasungstechnik existiert seit dem Mittelalter. Zu dieser Zeit wurde das, durch Erhitzen verflüssigte Blei in Holz- oder Eisenformen gegossen. Anschließend wurden die daraus gewonnenen Rohlinge mit Messern nachbearbeitet.
Im Laufe des 17. Jahrhunderts wurde die Nachbearbeitung mit dem Messer durch ein Kaltstreckverfahren ersetzt. Dabei werden die noch groben Güsse durch einen sogenannten Bleizug gewalzt und in die abschließende Form gebracht.
Neben den hauptsächlich verwendeten H-Profilen gibt es für unterschiedliche Anwendungen auch Bleiruten in U- und Y-Form.

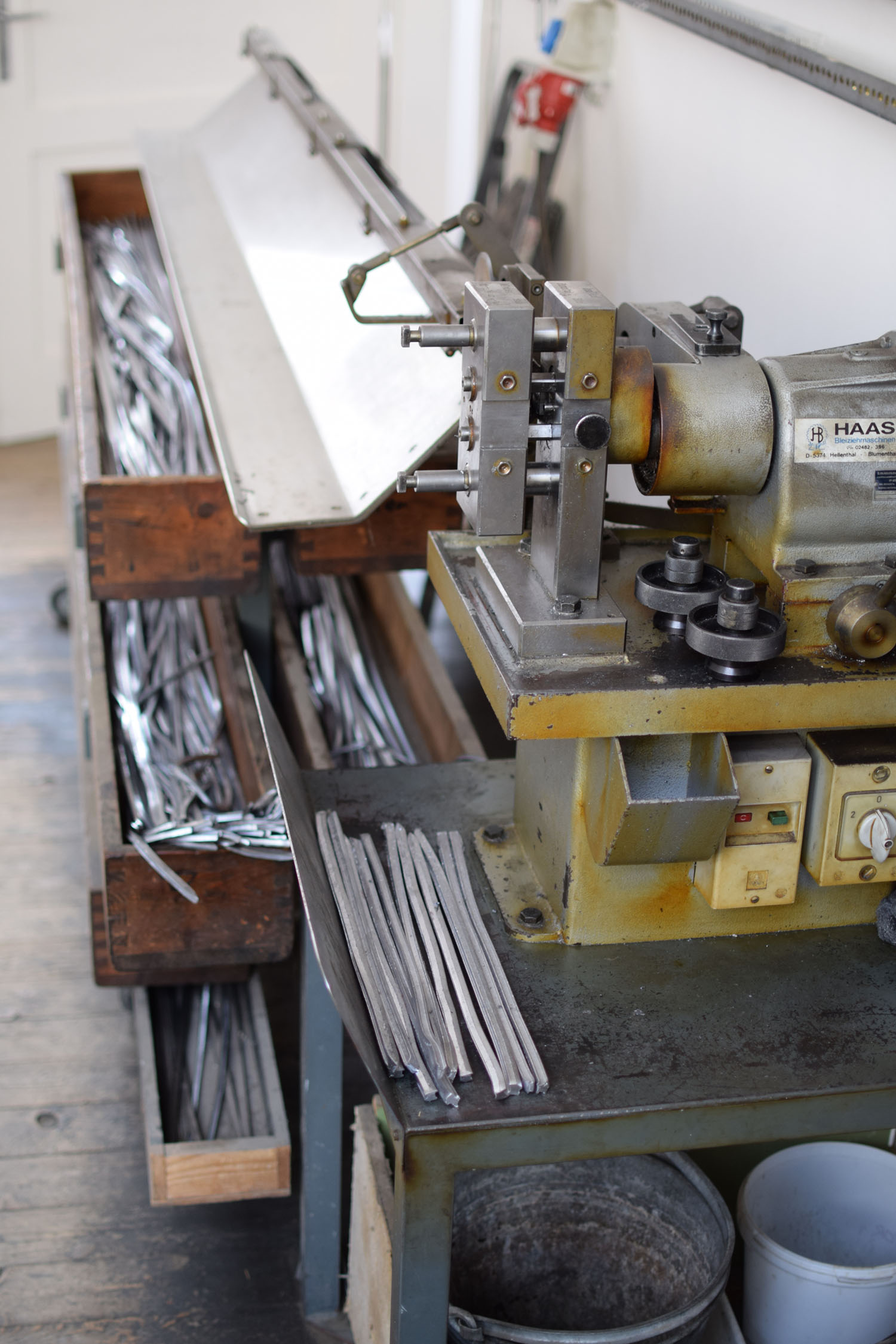
Elektrischer Bleizug. Im Vordergrund sind die gegossenen Rohlinge sichtbar, hinten die fertigen Bleiruten in unterschiedlichen Dimensionierungen

## Weiterverarbeitung
Aufgrund der geringen Härte des Metalls, lassen sich Bleiruten mit einem sogenannten Bleimesser händisch abschneiden und biegen. Dadurch können sie an die Glasstücke der Bleiverglasung angepasst werden.

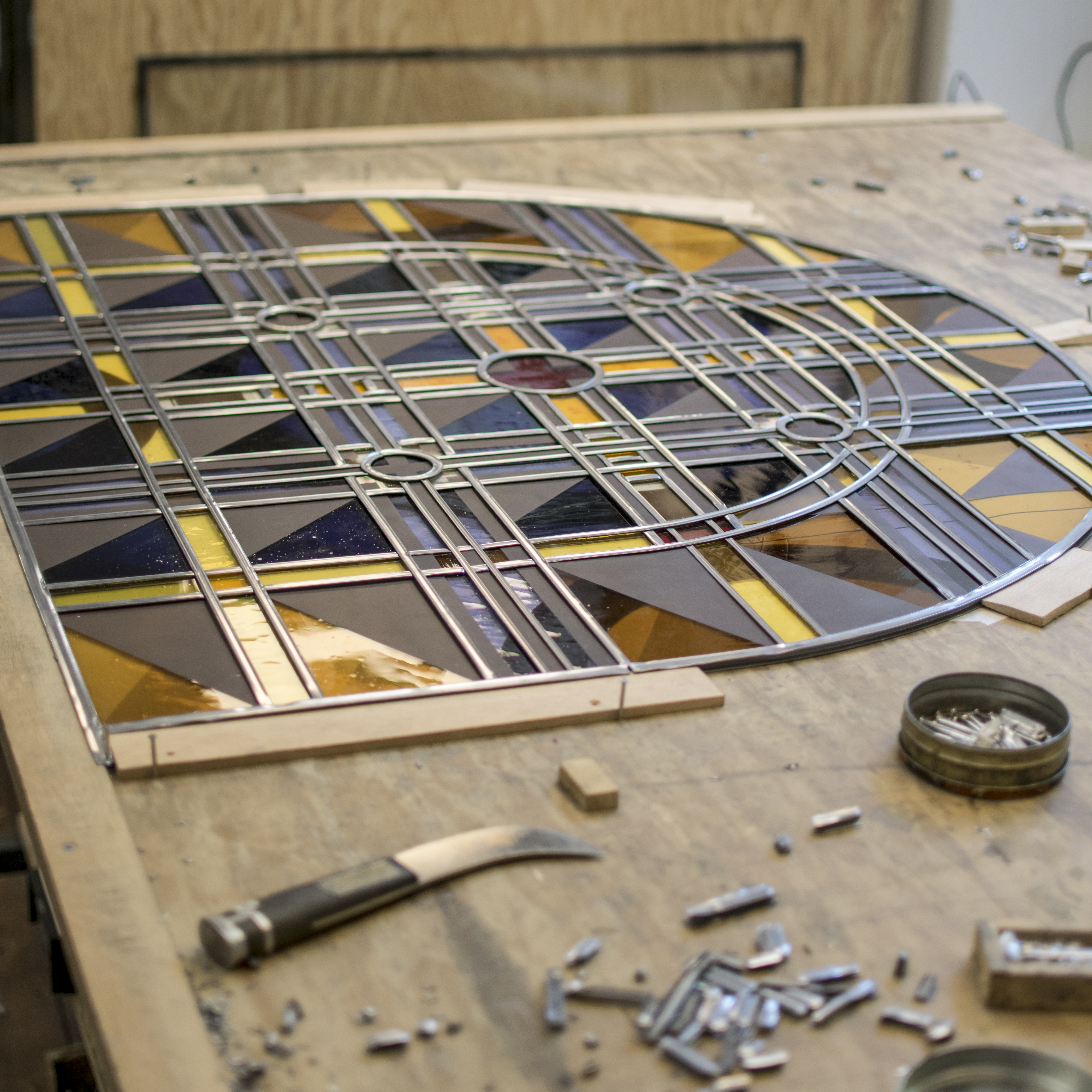
Zusammengebaute Bleiverglasung am Werkstatttisch vor dem Verlöten der Verbindungsstellen. Bleimesser im Vordergrund.

Nachdem alle Gläser der Bleiverglasung auf dem Werkstatttisch mithilfe der Bleiruten zusammengesteckt wurden, werden die Verbindungsstellen miteinander verlötet. Dadurch entsteht das Bleinetz, die fertige Struktur aus Bleiruten, welche die Glasstücke zusammenhält. Der Lötvorgang mit dem Lötzinn wird entweder nur punktuell an den Verbindungsstellen durchgeführt, teils wird aber auch das gesamte Bleinetz mit einer Zinnschicht überzogen. Durch dieses sogenannte Verzinnen entsteht ein homogeneres Erscheinungsbild des Bleinetzes. Da Zinn härter ist als Blei wird das Bleinetz dadurch auch stabiler.
Nach dem Verlöten wird zwischen Glas- und Bleiruten Leinölkitt eingeschlemmt. Der Kitt verfugt die Zwischenräume, wodurch das Bleifeld dichter und stabiler wird. Kleine Lücken zwischen Glas und Blei werden dabei kaschiert.
Um Witterungseinflüssen wie Wind oder mechanische Beanspruchungen bei öffenbaren Fenstern standhalten zu können, werden Bleiverglasungen mit so genannten Windeisen versteift. Dabei handelt es sich um Stahlstäbe, welche meist quer über das Bleifeld angebracht sind. Sie werden durch sogenannte Haften (Draht- oder Blei-Verbindungslaschen) mit dem Bleifeld verbunden.

## Bedeutung
In der Konservierung von Bleiverglasungen haben die Bleiruten auf mehreren Ebenen Bedeutung. Sie sind historisches Zeugnis bestimmter Herstellungstechniken und können Hinweise auf den Ursprung eines Fensters geben. Da Bleiruten einen integralen Bestandteil von Bleiverglasungen darstellen, gelten sie heute als konservatorisch relevant und sind daher im denkmalschützerischen Kontexten erhaltenswert.

## Alterungsprozess
Nach der Herstellung sind Bleiruten anfangs silber-glänzend. Durch Sauerstoff-Exposition entsteht an der Oberfläche eine Bleioxid-Schicht. Diese Passivschicht macht die Oberfläche dunkelgrau-matt. Durch zusätzliche Witterungs- oder Substanzeinflüsse – wie z. B. Säuren in Hölzern von Fensterrahmen oder Kalkputz in eingeputzten Randbereichen – können Bleiruten stark angegriffen werden und in Bleiweiß umwandeln. Das weiße Pulver ist giftig und kann durch Aufwirbeln in die Atemwege gelangen (siehe Bleivergiftung).

## Galerie

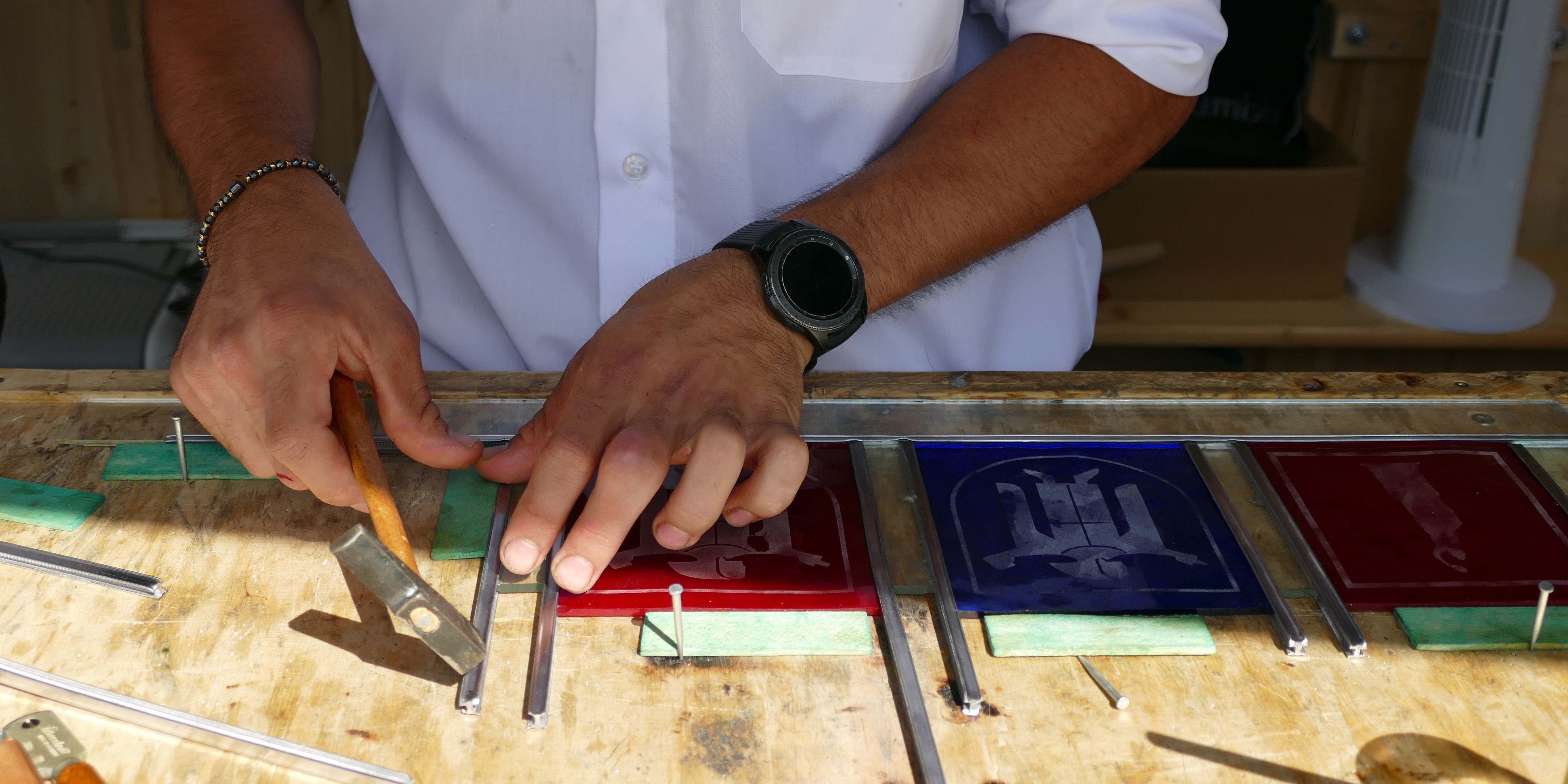
Bleiruten und Glasstücke werden am Werkstattisch zusammengesteckt und mit Nägeln stabilisiert.
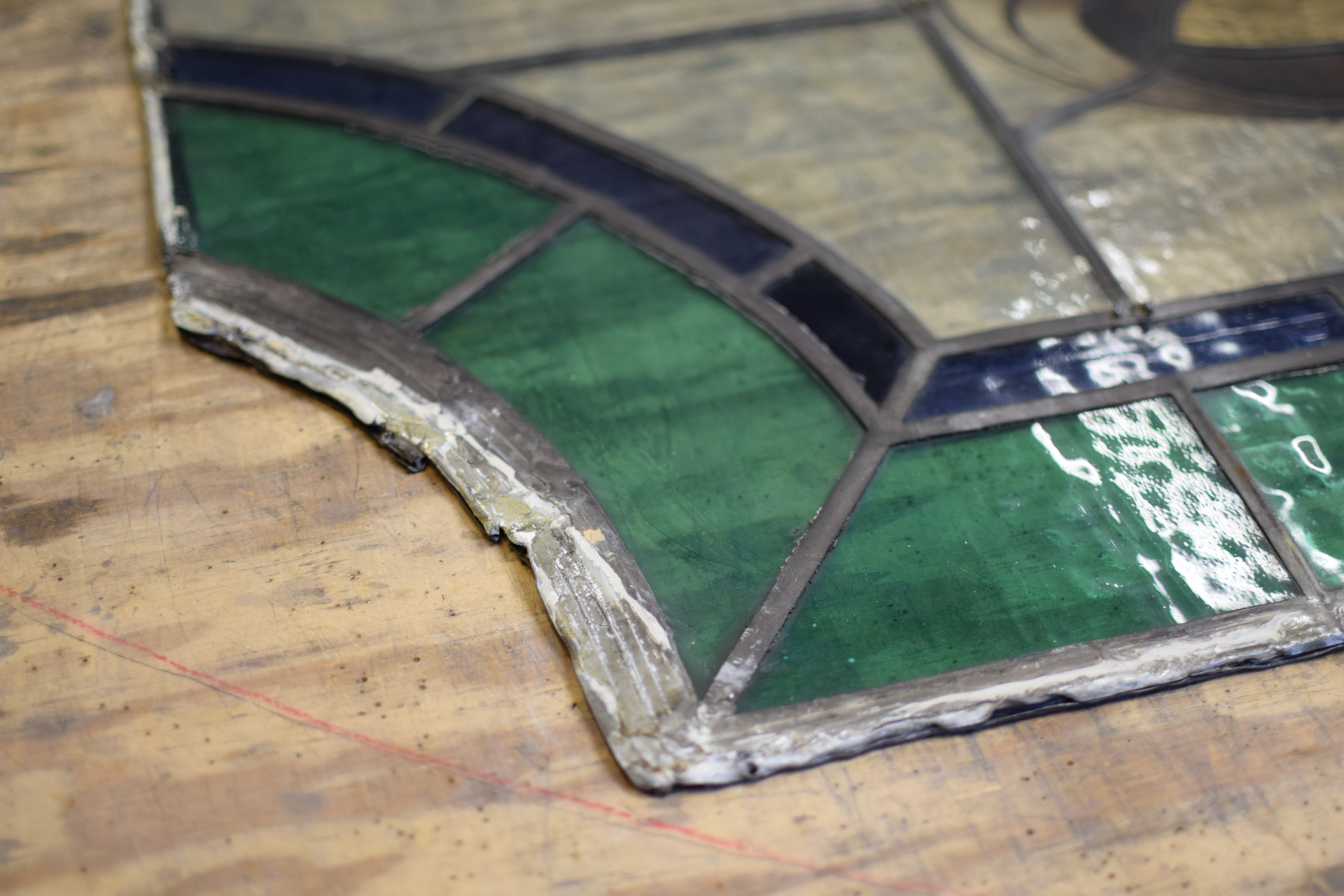
Mehrfach aufgedoppeltes Randblei mit Bleiweiß nach Ausbau aus Holzrahmen
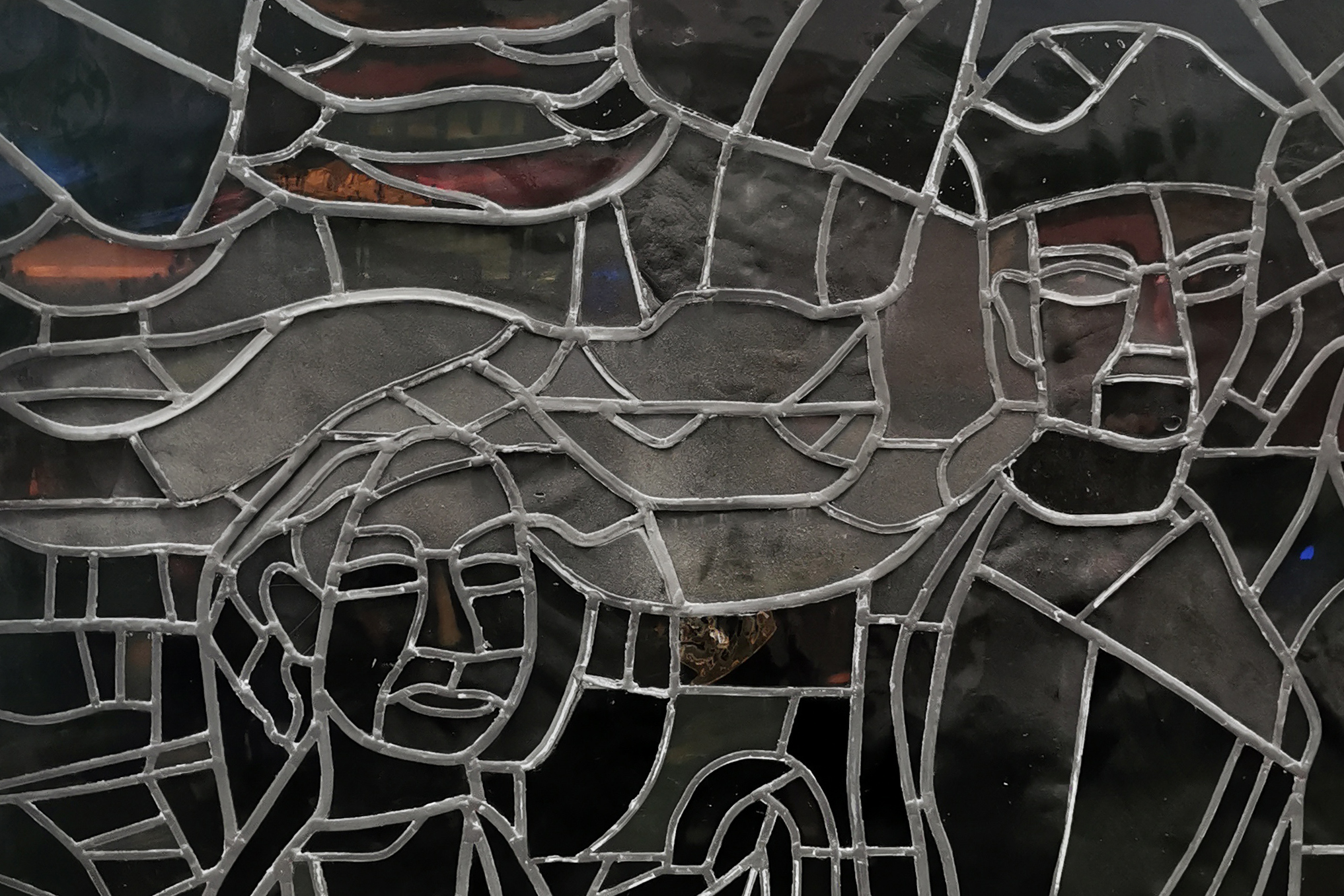
Unstabiles Bleinetz, das abgesackt und ausgebeult ist, wodurch sich Staub abgelagert hat
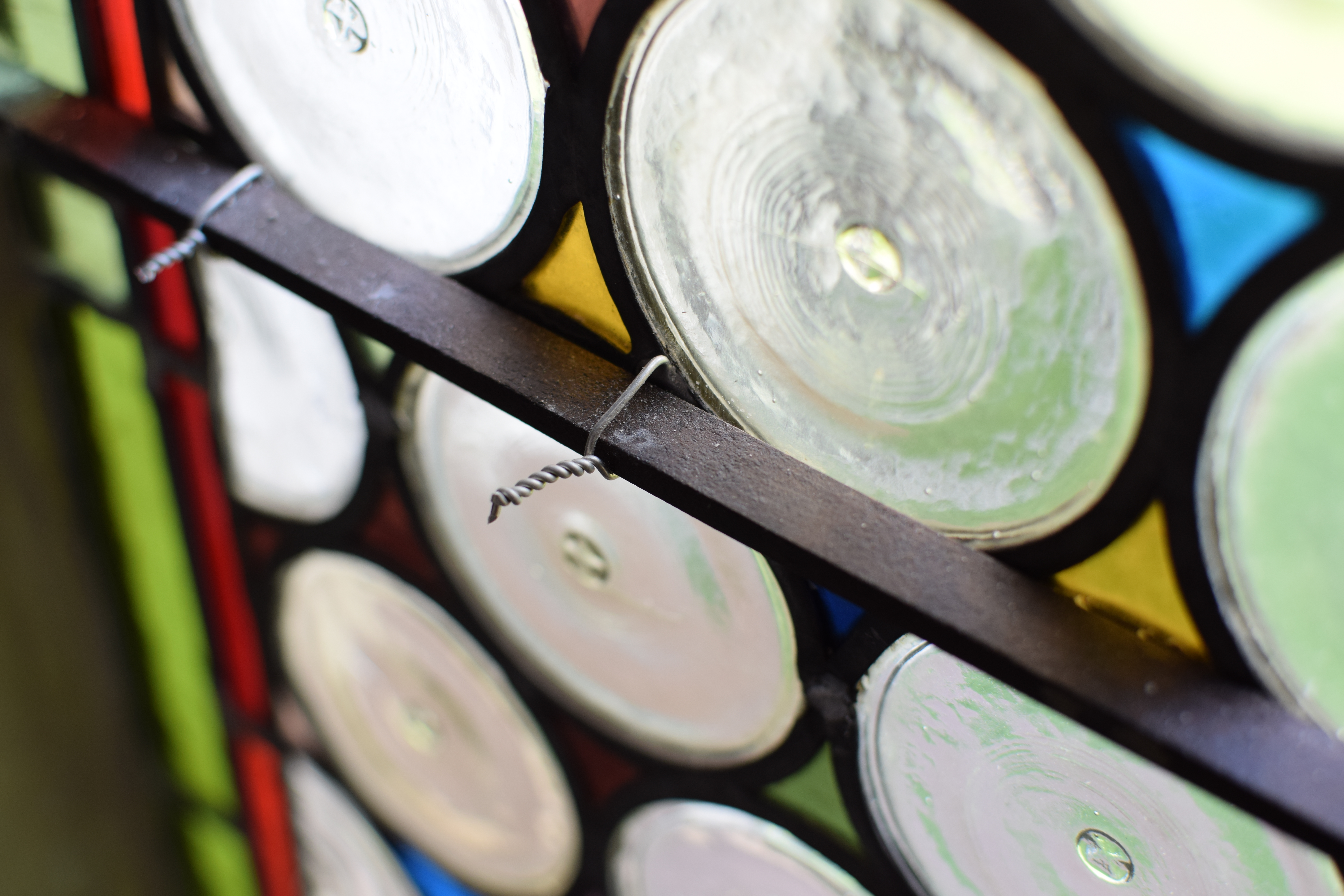
Hafte aus verzinntem Kupferdraht zur Verbindung von Bleinetz mit Windeisen
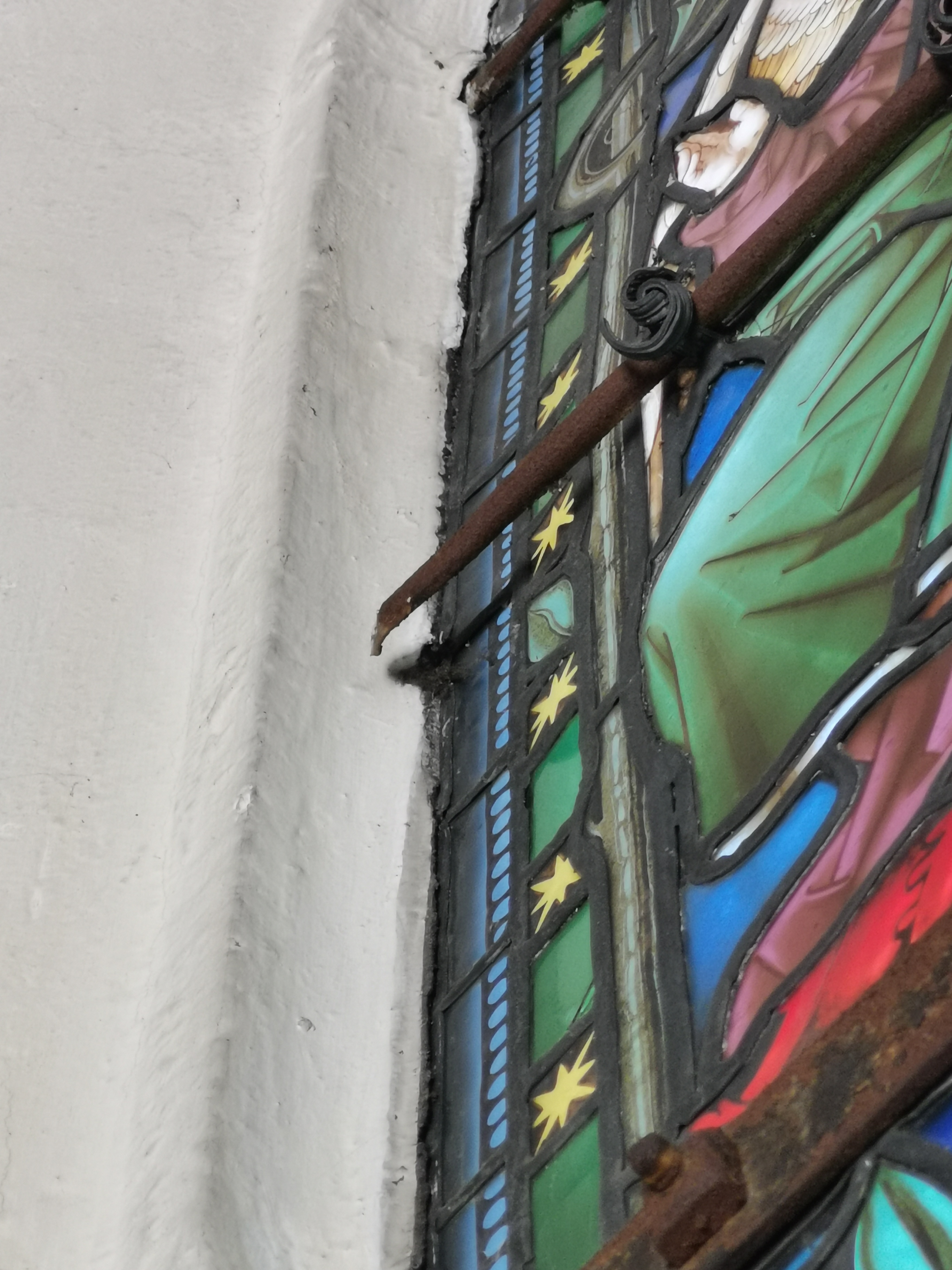
Hafte aus Blei (Bleischnecke). Das schadhafte Windeisen ist aus der Verankerung in der Laibung geraten
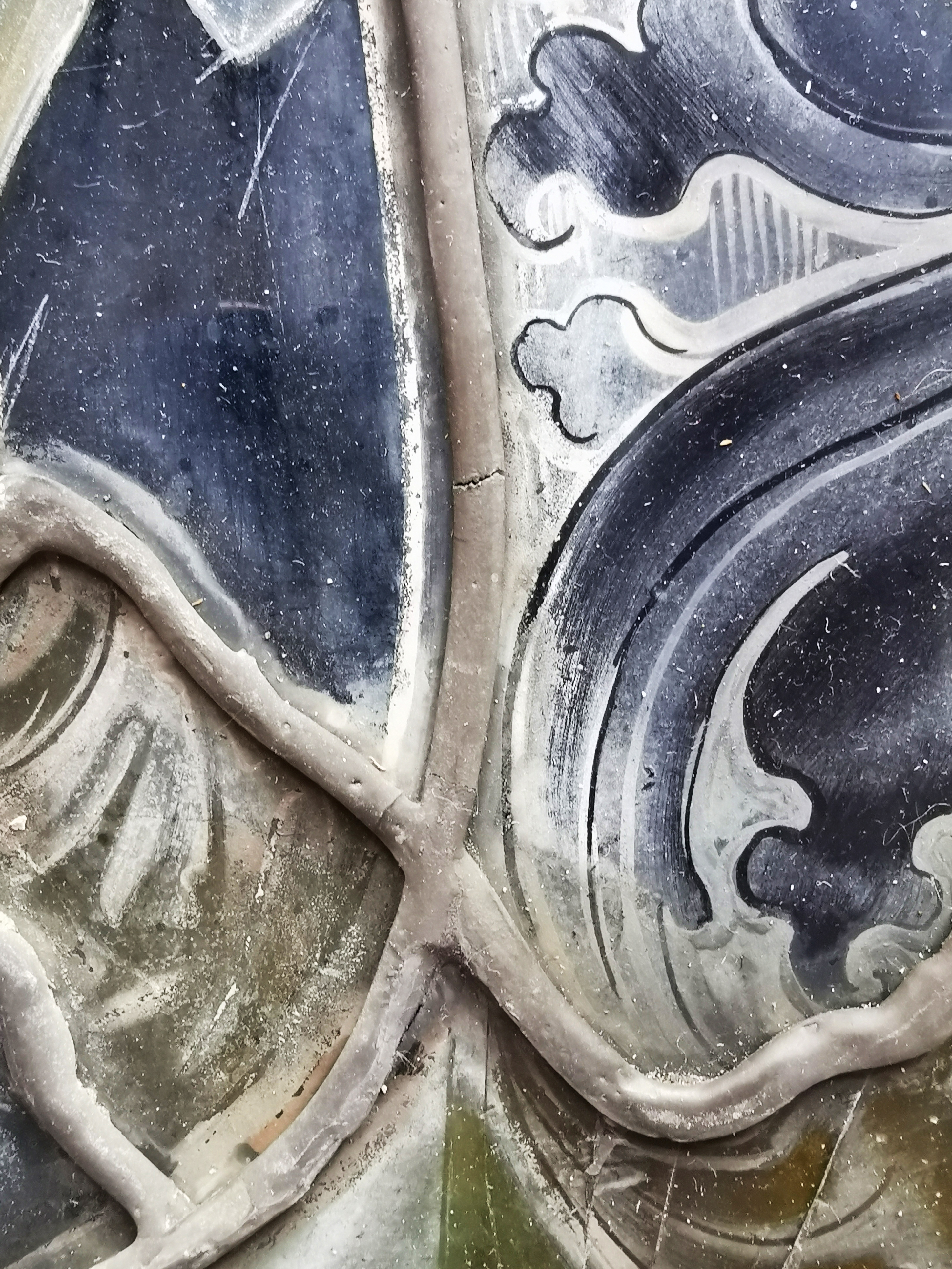
Gerissene Bleirute in verzinntem Bleinetz
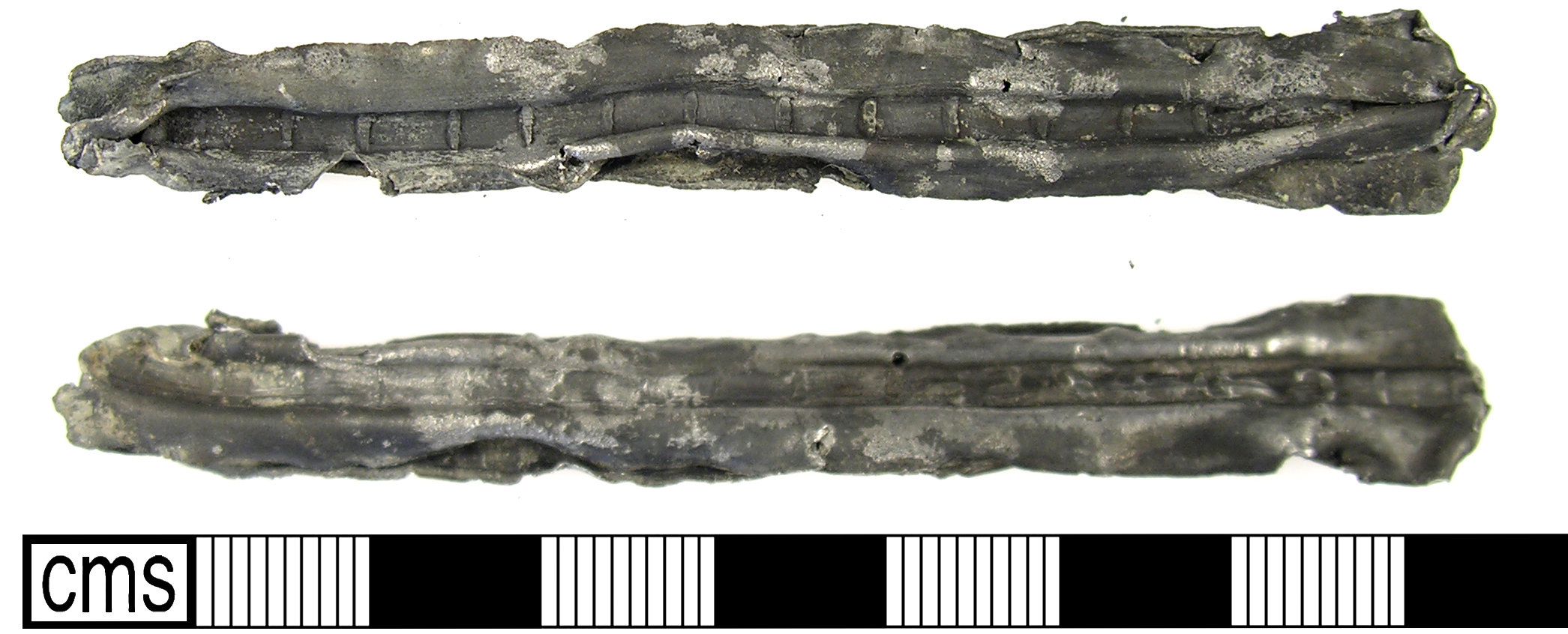
Stücke von Bleiruten mit rillenförmigen Abdrücken des Bleizuges aus dem Jahr 1724

## Belege
1. 1 2 3  Wolfgang Müller, Detlef Kruschke, Karin Adam: Verbleiung bei Glasmalereien. Hrsg.: Berlin-Brandenburgische Akademie der Wissenschaften, Arbeitsstelle für Glasmalereiforschung des Corpus Vitrearum Medii Aevi. Leipzig 2000, ISBN 3-361-00546-9.
2. ↑  Corpus Vitrearum, Nürnberg: Richtlinien für die Konservierung und Restaurierung von Glasmalereien. 2004, abgerufen am 13. August 2025.
3. ↑  Arnold Wolff: Restaurierung und Konservierung historischer Glasmalereien: ein Förderprojekt des Bundesministeriums für Bildung, Wissenschaft, Forschung und Technologie. P. von Zabern, Mainz am Rhein 2000, ISBN 978-3-8053-2648-3.
4. ↑  Neal A. Vogel, Rolf Achilles: The Preservation and Repair of Historic Stained and Leaded Glass. In: ISSN: 978-0-16-078947-2. National Park Service, U.S. Department of the Interior, Heritage Preservation Services, abgerufen am 13. August 2025 (englisch).
5. ↑  David Dungworth, Roger Wilkes: Examination of Historic Window Lead. In: ISSN 1473-9224. 2002, abgerufen am 13. August 2025 (englisch).